# Albert Mathiez
Albert Mathiez (ur. 10 stycznia 1874 w La Bruyère, zm. 26 lutego 1932 w Paryżu) – francuski historyk, badacz rewolucji francuskiej. 

## Życiorys
Pochodził z rodziny chłopskiej, zamieszkałej w La Bruyère, w departamencie Haute Saône. Od czasów szkoły średniej, a w zdecydowanym stopniu na studiach, deklarował otwarcie poglądy socjalistyczne. W 1897 otrzymał dyplom z historii i z geografii. Od początku specjalizował się w historii rewolucji francuskiej, swoją pierwszą pracę opublikował na temat wydarzeń z 5 i 6 października 1789. Pracował pod kierunkiem innego znawcy rewolucji, Alfonsa Aularda, który zainteresował go historią stosunków państwo - Kościół w czasach rewolucji. W 1904 obronił pod jego kierunkiem doktorat z filozofii.
Po opublikowaniu kilku prac na ten temat, Mathiez, pod wpływem Jeana Jaurèsa, zdecydował się na zmianę problematyki badań i podjął temat do tej pory rzadki (lub traktowany pobieżnie) - historię drugiego Komitetu Ocalenia Publicznego oraz jego przywódcy - Maksymiliana Robespierre'a. Założył w 1907 roku wraz z Ch. Velleyem Societé des Études Robespierristes (Stowarzyszenie studiów robespierristowskich) i rozpoczął, w rok później, publikowanie periodyka Les Annales Révolutionnaires, wchodząc tym samym w rywalizację z dawnym mistrzem Aulardem, redaktorem "La Révolution Française". 
Od 1911 roku był profesorem uniwersytetów w Nancy, Lille i Besançon, w 1919 rozpoczął pracę na analogicznym stanowisku w Dijon. Po śmierci Aularda objął jego stanowisku na Sorbonie.
Albert Mathiez zasłynął jako obrońca Robespierre'a, który w dotychczasowej historiografii dość jednoznacznie klasyfikowany był jako krwiożerczy tyran. Mathiez podkreślał egalitaryzm Komitetu Ocalenia Publicznego, walkę z pogłębianiem się różnic społecznych, a także sukcesy na froncie odniesione właśnie za rządów drugiego KOP. W dużej mierze usprawiedliwiał też zdecydowane środki powzięte przez Robespierre'a w celu obrony wewnętrznej stabilności kraju, w tym okres terroru. 
Był prekursorem badań nad ekonomiczną i społeczną rewolucji, którą również jako jeden z pierwszych ujmował przede wszystkim jako ogromny ruch masowy, w którym to uzbrojony lud Paryża odgrywał wiodącą rolę i skutecznie wywierał nacisk na rządzących krajem, których rolę osobistą uważał za przecenianą. Zbliżał się w ten sposób do marksistowskiego ujmowania dziejów, chociaż nie posługiwał się charakterystyczną dla socjalizmu naukowego terminologią.
Mathiez wyróżniał się gwałtownością charakteru, w obronie swoich poglądów bywał nawet fizycznie agresywny. W 1896 r. stracił lewe oko po bójce, która jak wspominał miała podłoże polityczne. 
Zmarł 25 lutego 1932 roku, na wylew krwi do mózgu. Redakcję "Roczników..." objął po nim Georges Lefebvre.

## Dzieła
- La théophilanthropie et le culte décadaire. 1796-1801, Paris 1904.
- Les origines des cultes révolutionnaires (1789-1792), Paris 1904.
- La Question sociale pendant la révolution française, Paris 1905.
- Les lois françaises de 1815 à nos jours accompagnées des documents politiques les plus importants, réunies conformément aux programmes du 31 mai 1902 pour les classes de philosophie A et B, de mathématiques A et B et les écoles normales, Paris 1906.
- Contributions à l'histoire religieuse de la Révolution française, Paris 1907.
- La Révolution et l'Église. Études critiques et documentaires, Paris 1910.
- Rome et le clergé français sous la Constituante, Paris 1911.
- Les grandes journées de la Constituante 1789-1791, Paris 1913.
- François Chabot, Paris 1914.
- La Révolution et les étrangers. Cosmopolitisme et défense nationale, Paris 1918.
- Danton et le Paix, Paris 1919.
- Un procès de corruption sous la terreur. L’Affaire de la Compagnie des Indes, Paris 1920.
- Robespierre terroriste, Paris 1921.
- La Révolution française, Paris 1922-1927. 
  - La chute de royauté
  - La Gironde et la Montagne
  - La Terreur
- La vie chère et le mouvement social sous la Terreur, Paris 1927.
- La Réaction thermidorienne, Paris 1929.
- Girondins et Montagnards, Paris 1930.
- Le dix août, Paris 1931.
- Le Directoire. Du 11 brumaire an IV au 18 fructidor an V, Paris 1934.
- Études sur la Révolution française. 1954
- Études sur Robespierre. Paris, 1958

## Periodyki
- Annales Révolutionnaires (1908-1924)
- Annales Historiques de la Révolution Française (od 1924)

## Zbiory artykułów
- Autour de Danton, Paris 1926.
- Autour de Robespierre, Paris 1926.